# Parc d'État de Shakamak
Le parc d'État de Shakamak (en anglais : Shakamak State Park) est un parc d'État américain situé près de Jasonville, dans l'ouest de l'Indiana, autour de trois lacs artificiels (dont le lac Shakamak).

## Histoire
Au début du XXe siècle du charbon est découvert à l'ouest de Jasonville. Deux mines sont ouvertes sur le site du futur parc : Black Hawk et Golden Knob. Les réserves s'épuisent en 1913, laissant le terrain inoccupé.
À la fin des années 1920, sous la direction de Richard Lieber, le système des parcs d'État de l'Indiana choisit d'étendre son spectre au-delà des paysages intacts pour créer des espaces récréatifs dans l'ancienne région minière du sud-ouest de l'Indiana. En 1928, il accepte alors un don de terrains des comtés de Clay, Greene et Sullivan,. Le parc est inauguré le 3 septembre 1928 pour Labour Day, sous le nom de Tri-County State Park.
Un premier lac est mise en eau l'année suivante, aménagé sur 55 acres (22 ha), à l'emplacement d'une ancienne mine. Le lac est nommé Shakamak, nom donné par les Kickapous, ou les Lenapes à l'Eel River (en) et signifiant « la rivière des longs poissons », (en anglais, « eel » signifie « anguille »). Le parc est renommé la même année (1929). Il ouvre ses portes aux visiteurs en 1930. Il connaît un certain succès les années suivantes, notamment grâce à l'érection de plusieurs cabanons surplombant le lac Shakamak en 1932.
Dans le cadre du New Deal, la Civil Works Administration créée en 1933 des sentiers et des abris autour d'un nouveau lac, construit quelques années plus tard par la Federal Emergency Relief Administration et la Work Projects Administration. D'abord appelé lac Jason, celui-ci est par la suite renommé lac Lenape. Parallèlement, la compagnie 522 des Civilian Conservation Corps s'implante dans le parc en novembre 1933 et y reste près de dix ans. Elle réalise notamment les routes du parc, plante plusieurs milliers d'arbres et construit de nombreuses installations aujourd'hui classées au Registre national des lieux historiques.
D'une superficie de 1 016 acres (411 ha) à la fin de la Seconde Guerre mondiale, le parc d'État s'étend de plus de 700 acres (283 ha) dans les années 1960 avec la construction du lac Kickapoo en coopération avec le département de l'Agriculture des États-Unis.
En 2012, une réserve naturelle de 27,3 acres (11 ha) est créée dans la partie ouest du parc pour protéger une prairie appartenant à la section glacière des Southwestern Lowlands.

## Patrimoine
Près de la moitié du parc, située au nord et à l'est le long de la route d'État 48, est inscrite au Registre national des lieux historiques depuis 2000 sous le nom de Shakamak State Park Historic District. Elle correspond à la partie la mieux préservée du parc des années 1930. Ce site comprend 34 bâtiments et deux infrastructures dont la plupart ont été construits en brique et bois par les Civilian Conservation Corps (CCC) :
- la porte d'entrée du parc, un cottage construit en 1936[2] ;
- l'écurie[2] ;
- plusieurs abris : l'abri Lenape, l'ancien abri de la plage, l'abri de l'ouest et l'abri 4-Poster[2] ;
- la cabane en rondins communautaire datant de l'ouverture du parc[2] ;
- le campement 4-H, qui comprend 12 cabines, des toilettes et douches, un réfectoire, un quartier des cuisiniers, un bâtiment administratif, un atelier et un pavillon de loisirs[2] ;
- l'amphithéâtre naturel réalisé dans les années 1930 par les CCC[2] ;
- l'ancienne grange, qui était la cabane de maintenance du campement des CCC dont elle est le dernier vestige[2] ;
- les six cabines familiales surplombant le lac Shakamak et les toilettes attenants[2] ;
- la fausse entrée d'une ancienne mine de charbon, construite par les CCC pour devenir une exposition éducative sur l'extraction du charbon[2] ;
- les toilettes de l'aire de pique-nique ouest, construites en 1935[2].

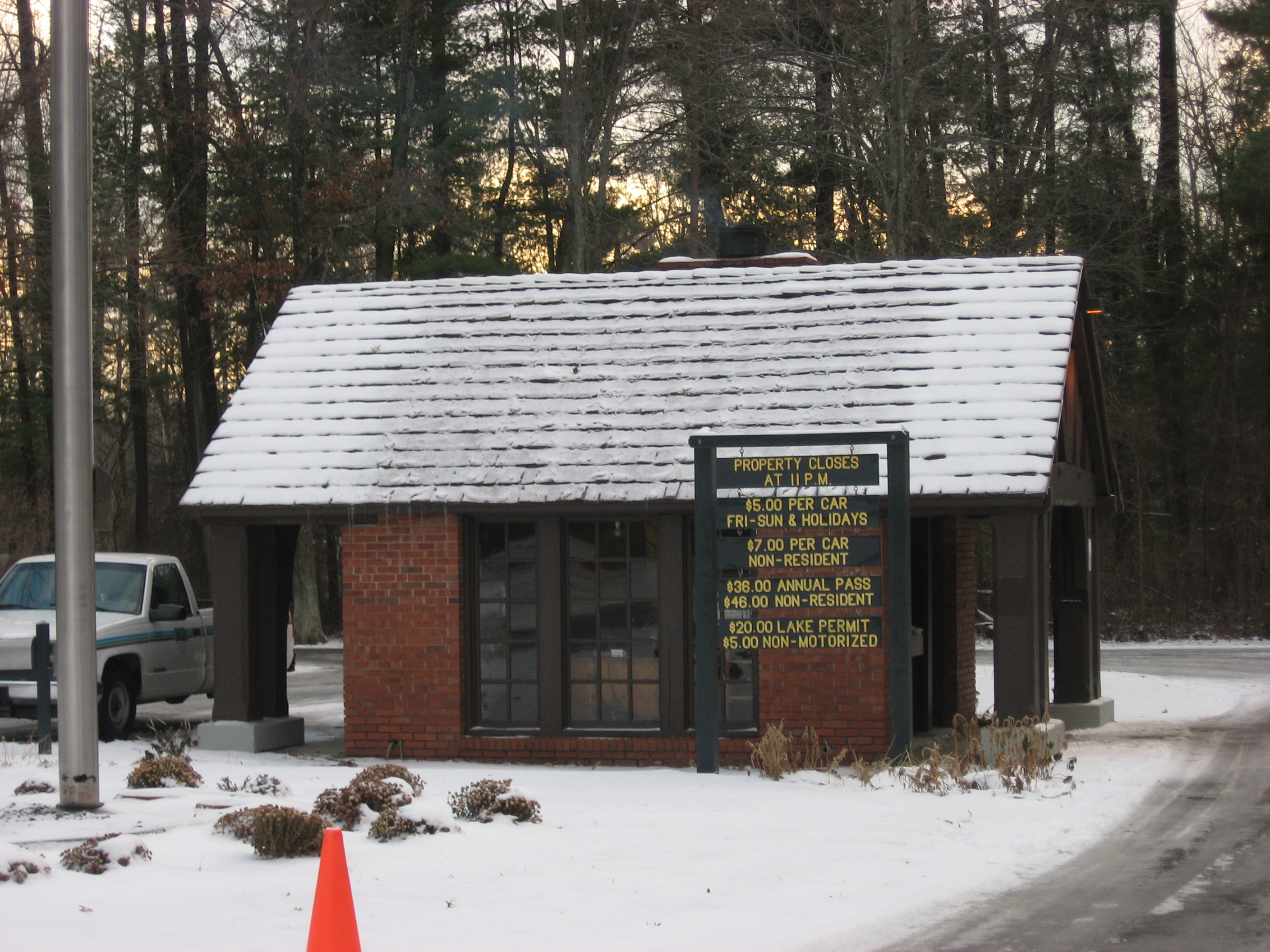
La porte d'entrée du parc.
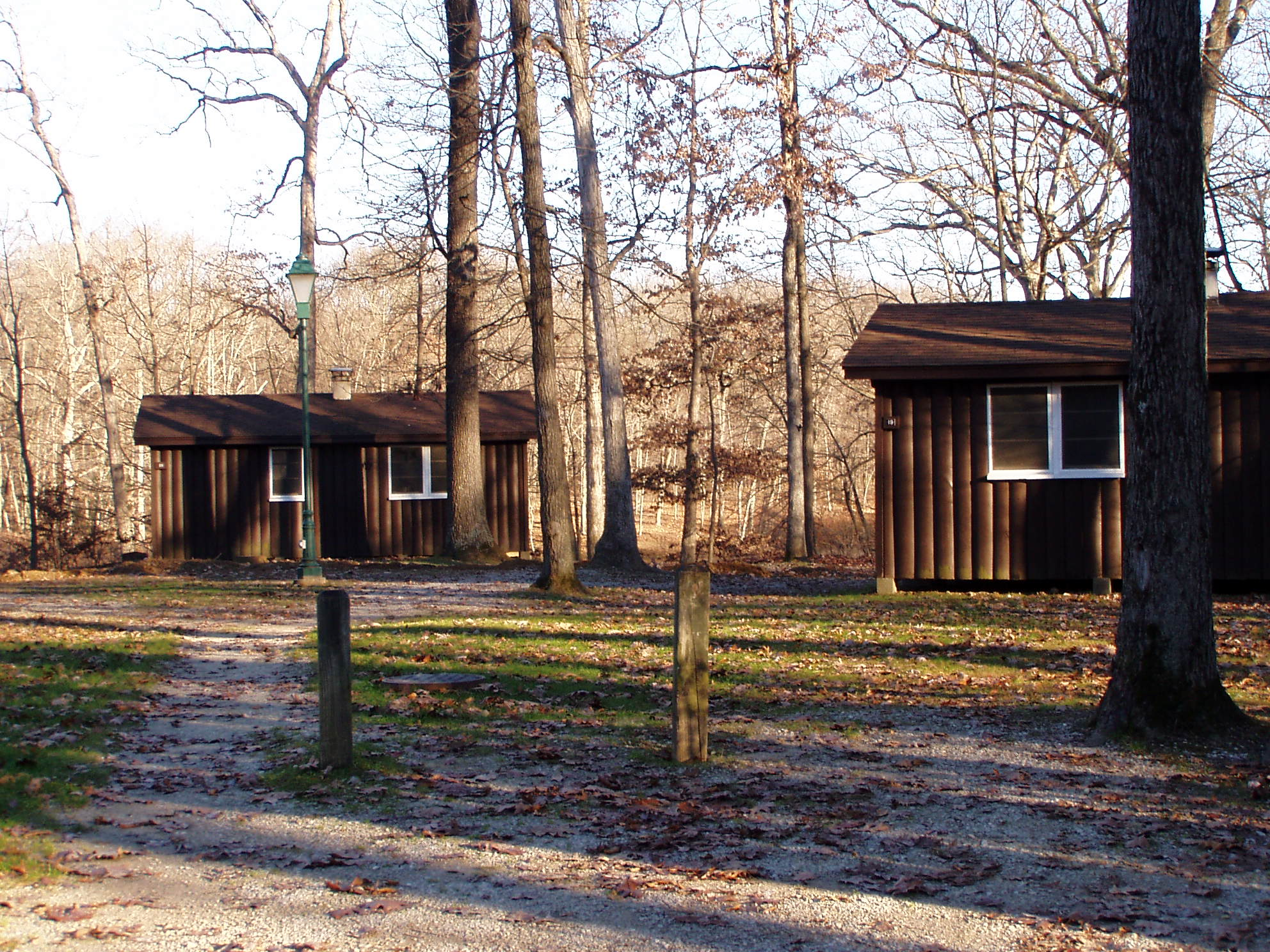
Les cabines du campement 4-H.
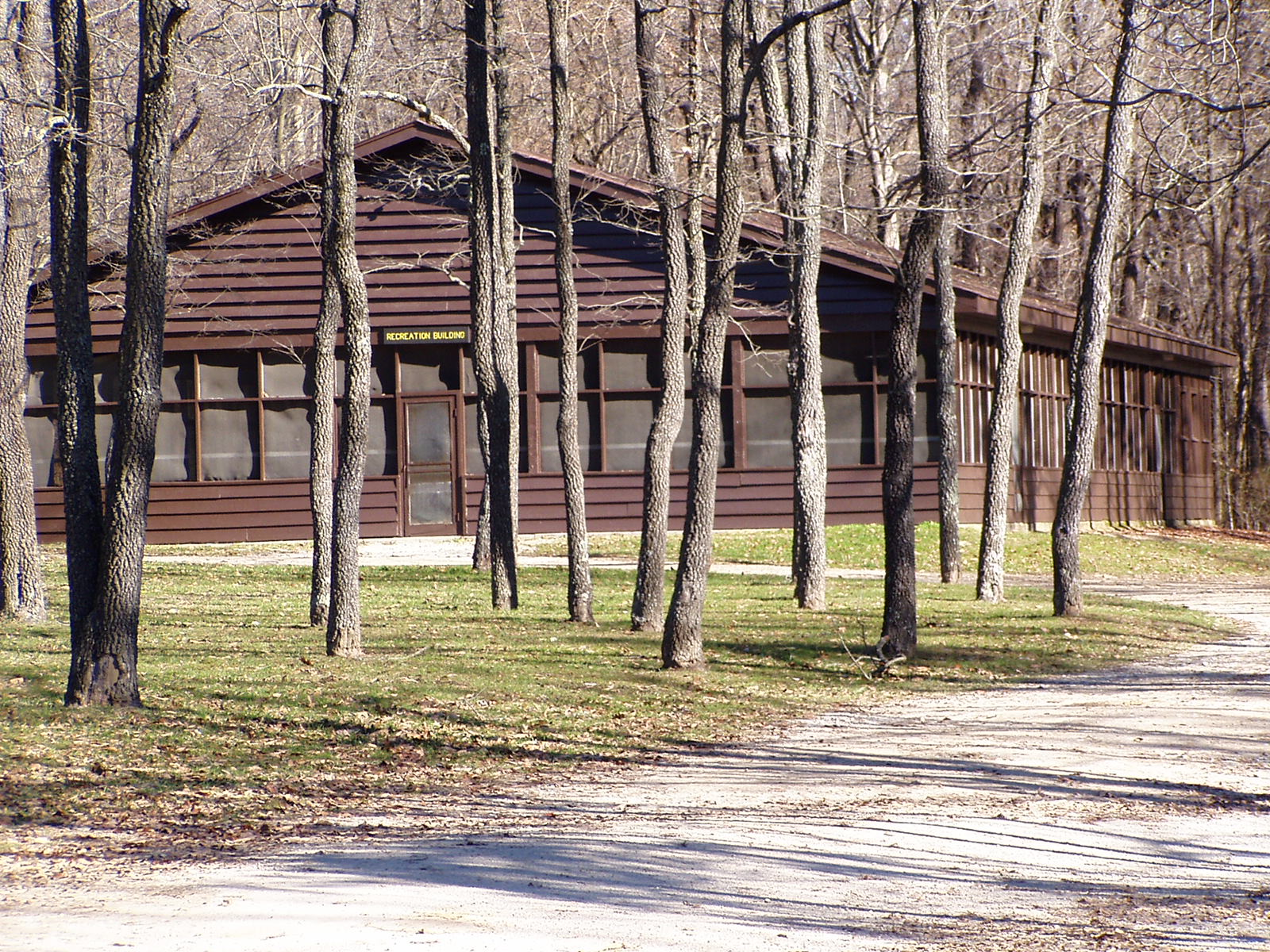
Le pavillon de loisirs.
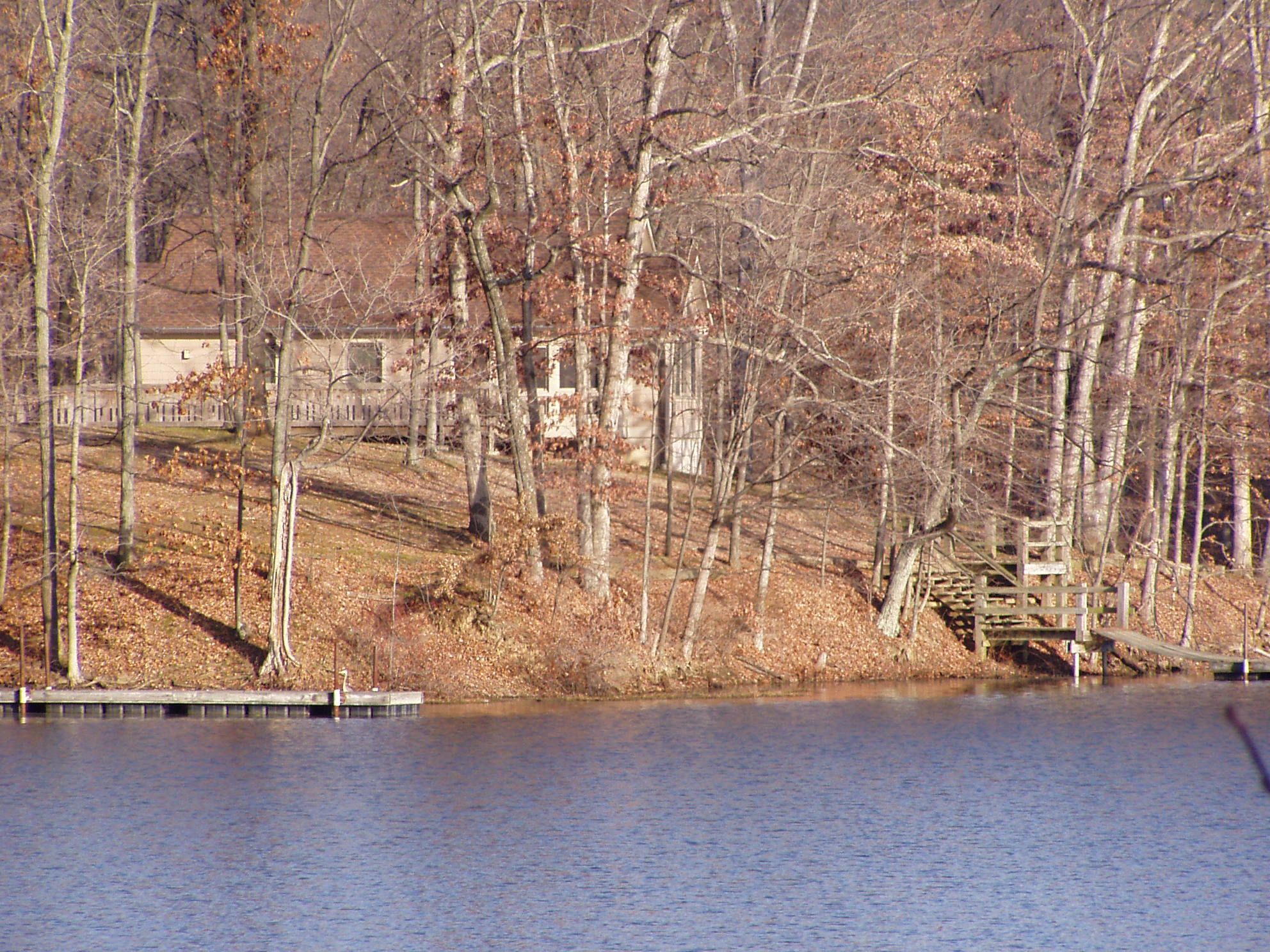
Les cabines familiales.

## Activités
Le parc d'État de Shakamak est géré par le département des ressources naturel de l'Indiana (en anglais : Indiana Department of Natural Resources). Il s'étend sur 1 766 acres (715 ha).
Le parc compte trois lacs : le lac Kickapoo, le lac Lenape et le lac Shakamak, qui totalisent 400 acres (162 ha). Alors que le lac Shakamak accueillait à ses débuts des compétitions de natation et de plongée, la baignade est aujourd'hui interdite dans le parc en raison de la présence de bactéries dans l'eau. La pêche et la navigation de plaisance y sont toutefois autorisées. Par ailleurs, une piscine a été construite pour les baigneurs.
Sept sentiers de randonnée de 1,5 à 6 kilomètres ont été aménagés ainsi que des terrains de basket, de tennis et des aires de pique-nique. Outre les cabines, le parc compte 144 emplacements de camping, dont 122 sont raccordés au réseau électrique. Sur l'année 2017-2018, le parc a accueilli 236 564 visiteurs.